# Падина (Кирджалійська область)
Па́дина (болг. Падина) — село в Кирджалійській області Болгарії. Входить до складу общини Ардино.

## Населення
За даними перепису населення 2011 року у селі проживали 982 особи.
Національний склад населення села:
| Національність   | Кількість осіб | Відсоток |
| ---------------- | -------------- | -------- |
| болгари          | 515            | 91,2%    |
| турки            | 4              | 0,7%     |
| цигани           | 0              | 0%       |
| інша             | 38             | 6,7%     |
| не визначились   | 8              | 1,4%     |
| Всього відповіли | 565            |          |

Розподіл населення за віком у 2011 році:
Динаміка населення: